# IMDb Bottom 100
L'IMDb Bottom 100 est un classement des cents plus mauvais films de l'histoire du cinéma selon les utilisateurs du site internet Internet Movie Database. Bien que considéré comme moins sérieux que l'IMDb Top 250 qui liste les deux cent cinquante meilleurs films selon le même site, il est reconnu comme un classement fiable et révélateur sur les préférences des spectateurs grâce à la formule utilisée pour l'établir et grâce au nombre de votants ; par exemple, en mai 2021, le film le plus noté du classement a recueilli plus de 236 634 votes.

## Présentation du classement
Le classement comprend 100 entrées comportant une note sur 10 points. Cette note est basée sur les votes des utilisateurs du site et est calculée selon la formule suivante :
{\displaystyle W={\frac {Rv+Cm}{v+m}}}
avec:
{\displaystyle W\ } = Note pondérée
{\displaystyle R\ } = Note du film donnée par les utilisateurs
{\displaystyle v\ } = Nombre de votes
{\displaystyle m\ } = Nombre minimum de votes pour figurer dans le classement (actuellement 10 000)
{\displaystyle C\ } = vote moyen (actuellement 7.0)
Seuls les films non documentaires de plus de 45 minutes et sortis au cinéma peuvent figurer dans cette liste. De plus, seuls les votes des utilisateurs « réguliers » sont pris en compte, cela afin de ne pas fausser le classement avec la création de comptes multiples; cependant il n'est indiqué nulle part à partir de quel stade un utilisateur est considéré comme « régulier ».

## Classement actuel
Le classement actuel est disponible à tout moment dans la section Charts du site de l'Internet Movie Database.

## Classements passés

### Classement 2013
À la date du 24 décembre 2013, le classement était le suivant :
| Rang | Titre français                                                                  | Titre original                                                                     | Réalisateur(s)                        | Année | Pays                 |
| ---- | ------------------------------------------------------------------------------- | ---------------------------------------------------------------------------------- | ------------------------------------- | ----- | -------------------- |
| 1    | Final Justice                                                                   | Final Justice                                                                      | Greydon Clark                         | 1985  | États-Unis           |
| 2    | P'tits Génies 2                                                                 | Superbabies: Baby Geniuses 2                                                       | Bob Clark                             | 2004  | Allemagne            |
| 3    | Die Hard Dracula                                                                | Die Hard Dracula                                                                   | Peter Horak                           | 1998  | États-Unis           |
| 4    | Manos: The Hands of Fate                                                        | Manos: The Hands of Fate                                                           | Harold P. Warren                      | 1966  | États-Unis           |
| 5    | Film catastrophe                                                                | Disaster Movie                                                                     | Jason Friedberg et Aaron Seltzer      | 2008  | États-Unis           |
| 6    | Keloglan kara prens'e karsi                                                     | Keloglan kara prens'e karsi                                                        | Tayfun Güneyer                        | 2006  | Turquie              |
| 7    | Going Overboard                                                                 | Going Overboard                                                                    | Valerie Breiman                       | 1989  | États-Unis           |
| 8    | The Hottie & the Nottie                                                         | The Hottie & the Nottie                                                            | Tom Putnam                            | 2008  | États-Unis           |
| 9    | Uchu Kaisoku-sen                                                                | 宇宙快速船                                                                         | Koji Ota                              | 1961  | Japon                |
| 10   | Pledge This: Panique à la fac !                                                 | Pledge This!                                                                       | William Heins et Strathford Hamilton  | 2006  | États-Unis           |
| 11   | Birdemic: Shock and Terror                                                      | Birdemic: Shock and Terror                                                         | James Nguyen                          | 2010  | États-Unis           |
| 12   | L'homme qui sauva le monde - le retour                                          | Dünyayi Kurtaran Adam'in Oglu                                                      | Kartal Tibet                          | 2006  | Turquie              |
| 13   | Anne B. Real                                                                    | Anne B. Real                                                                       | Lisa France                           | 2003  | États-Unis           |
| 14   | Daniel - Der Zauberer                                                           | Daniel dez Zauberer                                                                | Ulli Lommel                           | 2004  | Allemagne            |
| 15   | Emret komutanim: Sah mat                                                        | Emret Komutanım: Şah Mat                                                           | Taner Akvardar et Mustafa Altioklar   | 2007  | Turquie              |
| 16   | Crossover                                                                       | Crossover                                                                          | Preston A. Whitmore II                | 2006  | États-Unis           |
| 17   | The Maize: The Movie                                                            | The Maize: The Movie                                                               | Bill Cowell                           | 2004  | États-Unis           |
| 18   | Who's Your Caddy?                                                               | Who's Your Caddy?                                                                  | Don Michael Paul                      | 2007  | États-Unis           |
| 19   | Space Mutiny                                                                    | Space Mutiny                                                                       | David Winters et Neal Sundstrom       | 1988  | Afrique du Sud       |
| 20   | The Creeping Terror                                                             | The Creeping Terror                                                                | Vic Savage                            | 1964  | États-Unis           |
| 21   | The Wild World of Batwoman (en)                                                 | The Wild World of Batwoman                                                         | Jerry Warren                          | 1966  | États-Unis           |
| 22   | From Justin to Kelly                                                            | From Justin to Kelly                                                               | Robert Iscove                         | 2003  | États-Unis           |
| 23   | Track of the Moon Beast                                                         | Track of the Moon Beast                                                            | Richard Ashe                          | 1976  | États-Unis           |
| 24   | L'Éclosion des monstres                                                         | Los nuevos extraterrestres                                                         | Juan Piquer Simón                     | 1983  | Espagne              |
| 25   | Ghosts Can't Do It                                                              | Ghosts Can't Do It                                                                 | John Derek                            | 1989  | États-Unis           |
| 26   | Girl in Gold Boots                                                              | Girl in Gold Boots                                                                 | Ted V. Mikels                         | 1968  | États-Unis           |
| 27   | L'Incroyable homme puma                                                         | L'uomo puma                                                                        | Alberto De Martino                    | 1980  | Italie               |
| 28   | Zombie Nation                                                                   | Zombie Nation                                                                      | Ulli Lommel                           | 2004  | États-Unis           |
| 29   | The Starfighters                                                                | The Starfighters                                                                   | Will Zens                             | 1964  | États-Unis           |
| 30   | Le Prince de l'espace                                                           | 遊星王子                                                                           | Eijiro Wakabayashi                    | 1959  | Japon                |
| 31   | House of the Dead : le jeu ne fait que commencer                                | House of the Dead                                                                  | Uwe Boll                              | 2003  | Allemagne            |
| 32   | The Barbaric Beast of Boggy Creek, Part II                                      | The Barbaric Beast of Boggy Creek, Part II                                         | Charles B. Pierce (en)                | 1985  | États-Unis           |
| 33   | Surf School                                                                     | Surf School                                                                        | Joel Silverman                        | 2006  | États-Unis           |
| 34   | Zombie Nightmare                                                                | Zombie Nightmare                                                                   | Jack Bravman                          | 1987  | Canada               |
| 35   | The Touch of Satan                                                              | The Touch of Satan                                                                 | Don Henderson                         | 1971  | États-Unis           |
| 36   | Ator 2 - L'invincibile Orion                                                    | Ator 2 - L'invincibile Orion                                                       | Joe D'Amato                           | 1984  | Italie               |
| 37   | Miss Naufragée et les filles de l'île                                           | Miss Cast Away                                                                     | Bryan Michael Stoller                 | 2004  | États-Unis           |
| 38   | Glitter                                                                         | Glitter                                                                            | Vondie Curtis-Hall                    | 2001  | États-Unis           |
| 39   | Ben & Arthur                                                                    | Ben & Arthur                                                                       | Sam Mraovich                          | 2002  | États-Unis           |
| 40   | The Final Sacrifice                                                             | The final Sacrifice                                                                | Tjardus Greidanus                     | 1990  | Canada               |
| 41   | Eegah                                                                           | Eegah                                                                              | Arch Hall Sr.                         | 1962  | États-Unis           |
| 42   | Les Nouvelles Aventures de Merlin l'Enchanteur                                  | Merlin's Shop of Mystical Wonders                                                  | Kenneth J. Berton                     | 1996  | États-Unis           |
| 43   | The Tony Blair Witch Project                                                    | The Tony Blair Witch Project                                                       | Michael A. Martinez                   | 2000  | États-Unis           |
| 44   | Monster A Go-Go                                                                 | Monster a-Go Go                                                                    | Bill Rebane et Herschell Gordon Lewis | 1965  | États-Unis           |
| 45   | Soultaker                                                                       | Soultaker                                                                          | Michael Rissi                         | 1990  | États-Unis           |
| 46   | The Incredibly Strange Creatures Who Stopped Living and Became Mixed-Up Zombies | The Incredibly Strange Creatures Who Stopped Living and Became Mixed-Up Zombies!!? | Ray Dennis Steckler                   | 1964  | États-Unis           |
| 47   | Ram Gopal Varma Ki Aag                                                          | Ram Gopal Varma Ki Aag                                                             | Ram Gopal Varma                       | 2007  | Inde                 |
| 48   | I Accuse My Parents (en)                                                        | I Accuse My Parents                                                                | Sam Newfield                          | 1944  | États-Unis           |
| 49   | Chairman of the Board                                                           | Chairman of the Board                                                              | Alex Zamm                             | 1998  | États-Unis           |
| 50   | Le Fils du Mask                                                                 | Son of the Mask                                                                    | Lawrence Guterman                     | 2005  | États-Unis           |
| 51   | Tangents                                                                        | Tangents                                                                           | David Giancola                        | 1994  | États-Unis           |
| 52   | Hobgoblins                                                                      | Hobgoblins                                                                         | Rick Sloane                           | 1988  | États-Unis           |
| 53   | Fat Slags                                                                       | Fat Slags                                                                          | Ed Bye                                | 2004  | Royaume-Uni          |
| 54   | Apocalypse dans l'océan rouge                                                   | Shark: Rosso nell'oceano                                                           | Lamberto Bava                         | 1984  | France Italie        |
| 55   | Dis - en historie om kjærlighet                                                 | Dis - en historie om kjærlighet                                                    | Aune Sand                             | 1995  | Norvège              |
| 56   | Titanic : la légende continue                                                   | Titanic: La leggenda continua...                                                   | Camillo Teti                          | 2000  | Espagne Italie       |
| 57   | Leonard Part 6                                                                  | Leonard Part 6                                                                     | Paul Weiland                          | 1987  | États-Unis           |
| 58   | Seven Mummies                                                                   | Seven Mummies                                                                      | Nick Quested                          | 2006  | États-Unis           |
| 59   | Monsieur Papa…                                                                  | Santa with Muscles                                                                 | John Murlowski                        | 1996  | États-Unis           |
| 60   | Stjerner uden hjerner                                                           | Stjerner uden hjerner                                                              | Kasper Wedendahl                      | 1997  | Danemark             |
| 61   | Popstar                                                                         | Popstar                                                                            | Richard Gabai                         | 2005  | États-Unis           |
| 62   | Santa Claus                                                                     | Santa Claus                                                                        | René Cardona                          | 1959  | Mexique              |
| 63   | Car 54, Where Are You?                                                          | Car 54, Where Are You?                                                             | Bill Fishman                          | 1994  | États-Unis           |
| 64   | Himmatwala                                                                      | Himmatwala                                                                         | Sajid Khan                            | 2013  | Inde                 |
| 65   | The Beast of Yucca Flats                                                        | The Beast of Yucca Flats                                                           | Coleman Francis                       | 1961  | États-Unis           |
| 66   | Nine Lives                                                                      | Nine Lives                                                                         | Andrew Green                          | 2002  | Royaume-Uni          |
| 67   | Kis Vuk                                                                         | Kis Vuk                                                                            | György Gát et János Uzsák             | 2008  | Royaume-Uni          |
| 68   | Zaat                                                                            | Zaat                                                                               | Don Barton et Arnold Stevens          | 1971  | États-Unis           |
| 69   | Big Movie                                                                       | Epic Movie                                                                         | Jason Friedberg et Aaron Seltzer      | 2007  | États-Unis           |
| 70   | L'Île du sadique                                                                | Ein Toter hing im Netz                                                             | Fritz Böttger                         | 1960  | Allemagne de l'Ouest |
| 71   | Le Cobaye 2                                                                     | Lawnmower Man 2: Beyond Cyberspace                                                 | Farhad Mann                           | 1996  | États-Unis           |
| 72   | Anus Magillicutty                                                               | Anus Magillicutty                                                                  | Morey Fineburgh                       | 2003  | États-Unis           |
| 73   | Álom.net                                                                        | Álom.net                                                                           | Gábor Forgács                         | 2009  | Hongrie              |
| 74   | Alone in the Dark                                                               | Alone in the Dark                                                                  | Uwe Boll                              | 2005  | Canada               |
| 75   | Liquidez l'inspecteur Mitchell                                                  | Mitchell                                                                           | Andrew V. McLaglen                    | 1975  | États-Unis           |
| 76   | Night Train to Mundo Fine                                                       | Night Train to Mundo Fine                                                          | Coleman Francis                       | 1966  | États-Unis           |
| 77   | The Hillz (en)                                                                  | The Hillz                                                                          | Saran Barnun                          | 2004  | États-Unis           |
| 78   | Demon Island                                                                    | Demon Island                                                                       | David et Scott Hillenbrand            | 2002  | États-Unis           |
| 79   | P'tits Génies                                                                   | Baby Geniuses                                                                      | Bob Clark                             | 1999  | États-Unis           |
| 80   | Amours troubles                                                                 | Gigli                                                                              | Martin Brest                          | 2003  | États-Unis           |
| 81   | Rayon laser                                                                     | Laserblast                                                                         | Michael Rae                           | 1978  | États-Unis           |
| 82   | Simon Sez : sauvetage explosif                                                  | Simon Sez                                                                          | Kevin Elders                          | 1999  | Allemagne            |
| 83   | Le Père Noël contre les Martiens                                                | Santa Claus Conquers the Martians                                                  | Nicholas Webster                      | 1964  | États-Unis           |
| 84   | Battlefield Earth - Terre, champ de bataille                                    | Battlefield Earth                                                                  | Roger Christian                       | 2000  | États-Unis           |
| 85   | Love in Paris                                                                   | Love in Paris                                                                      | Anne Goursaud                         | 1997  | France               |
| 86   | Ed                                                                              | Ed                                                                                 | Bill Couturié                         | 1996  | États-Unis           |
| 87   | Bratz, le film                                                                  | Bratz                                                                              | Sam McNamara                          | 2007  | États-Unis           |
| 88   | The Underground Comedy Movie                                                    | The Underground Comedy Movie                                                       | Vince Offer                           | 1999  | États-Unis           |
| 89   | In the Mix                                                                      | In the Mix                                                                         | Ron Underwood                         | 2005  | États-Unis           |
| 90   | Feel the Noise                                                                  | Feel the Noise                                                                     | Alejandro Chomski                     | 2007  | États-Unis           |
| 91   | American Ninja V                                                                | American Ninja V                                                                   | Bobby Jean Leonard                    | 1993  | États-Unis           |
| 92   | Zodiac Killer                                                                   | Zodiac Killer                                                                      | Ulli Lommel                           | 2005  | États-Unis           |
| 93   | The Founding of a Party                                                         | 建黨偉業                                                                           | Huang Jianxin et Han Sanping (en)     | 2011  | Chine                |
| 94   | Monstrosity                                                                     | Monstrosity                                                                        | Joseph V. Mascelli et Jack Pollexfen  | 1963  | États-Unis           |
| 95   | Les trois ninjas se déchaînent                                                  | 3 Ninjas: High Noon at Mega Mountain                                               | Sean McNamara                         | 1998  | États-Unis           |
| 96   | Barney's Great Adventure                                                        | Barney's Great Adventure                                                           | Steve Gomer                           | 1998  | Canada               |
| 97   | The Smokers                                                                     | The Smokers                                                                        | Christina Peters                      | 2000  | États-Unis           |
| 98   | Tees Maar Khan                                                                  | Tees Maar Khan                                                                     | Farah Khan                            | 2010  | Inde                 |
| 99   | Troll 2                                                                         | Troll 2                                                                            | Claudio Fragasso                      | 1990  | États-Unis Italie    |
| 100  | Kutsal Damacana 2: İtmen                                                        | Kutsal Damacana 2: İtmen                                                           | Korhan Bozkurt                        | 2010  | Turquie              |

### Classement 2010
À la date du 1er janvier 2011, le classement était le suivant (toutes les données ne sont pas connues) :
| Rang | Titre français                                 | Titre original                    | Réalisateur(s)                        | Année | Pays           |
| ---- | ---------------------------------------------- | --------------------------------- | ------------------------------------- | ----- | -------------- |
| 1    | P'tits génies 2                                | Superbabies: Baby Geniuses 2      | Bob Clark                             | 2004  | États-Unis     |
| 2    | Manos : the hands of fate                      | Manos: The Hands of Fate          | Harold P. Warren                      | 1966  | États-Unis     |
| 3    | Daniel der Zauberer (en)                       | Daniel der Zauberer               | Ulli Lommel                           | 2004  | Allemagne      |
| 4    | Monster a go-go                                | Master a-Go Go                    | Bill Rebane et Herschell Gordon Lewis | 1965  | États-Unis     |
| 5    | Night train to mundo fine (en)                 | Night Train to Mundo Fine         | Coleman Francis                       | 1966  | États-Unis     |
| 6    | Ben & Arthur (en)                              | Ben & Arthur                      | Sam Mraovich                          | 2002  | États-Unis     |
| 7    | The Skydivers (en)                             | The Skydivers                     | Coleman Francis                       | 1963  | États-Unis     |
| 8    | The Starfighters (en)                          | The Starfighters                  | Will Zens (en)                        | 1964  | États-Unis     |
| 9    | Pocket ninjas (en)                             | Pocket Ninjas                     | Donald G. Jackson                     | 1997  | États-Unis     |
| 10   | Pledge this : Panique à la fac !               | Pledge This !                     | William Heins et Strathford Hamilton  | 2006  | États-Unis     |
| 11   | Zaat (en)                                      | Zaat                              | Don Barton et Arnold Stevens          | 1971  | États-Unis     |
| 12   | Zombie Nation (en)                             | Zombie Nation                     | Ulli Lommel                           | 2004  | États-Unis     |
| 13   | Ram Gopal Varma ki Aag (en)                    | Ram Gopal Varma Ki Aag            | Ram Gopal Varma                       | 2007  | Inde           |
| 14   | From Justin to Kelly                           | From Justin to Kelly              | Robert Iscove                         | 2003  | États-Unis     |
| 15   | The final sacrifice (en)                       | The Final Sacrifice               | Tjardus Greidanus                     | 1990  | Canada         |
| 16   | Disaster movie                                 | Disaster Movie                    | Jason Friedberg et Aaron Seltzer      | 2008  | États-Unis     |
| 17   | Kis Vuk                                        | Kis Vuk                           | György Gát et János Uzsák             | 2008  | Royaume-Uni    |
| 18   | The beast of Yucca Flats                       | The Beast of Yucca Flats          | Coleman Francis                       | 1961  | États-Unis     |
| 19   | The hillz                                      | The hillz                         | Saran Barnun                          | 2004  | États-Unis     |
| 20   | Troppo belli (it)                              | Troppo belli                      | Ugo Fabrizio Giordani (it)            | 2005  | Italie         |
| 21   | Hobgoblins (en)                                | Hobgoblins                        | Rick Sloane (en)                      | 1988  | États-Unis     |
| 22   | Les Nouvelles Aventures de Merlin l'Enchanteur | Merlin's Shop of Mystical Wonders | Kenneth J. Berton                     | 1981  | États-Unis     |
| 23   | Track of the Moon Beast (en)                   | Track of the Moon Beast           | Richard Ashe                          | 1976  | États-Unis     |
| 24   | Zodiac Killer                                  | Ulli Lommel's Zodiac Killer       | Ulli Lommel                           | 2005  | États-Unis     |
| 25   | Emret komutanim : Sah mat                      | Emret komutanim: Sah mat          | Taner Akvardar et Mustafa Altioklar   | 2007  | Turquie        |
| 26   | L'Éclosion des monstres                        | Los nuevos extraterrestres        | Juan Piquer Simón                     | 1983  | Espagne        |
| 27   | Who's your caddy?                              | Who's Your Caddy?                 | Don Michael Paul                      | 2007  | États-Unis     |
| 28   | Fat Slags (en)                                 | Fat Slags                         | Ed Bye (en)                           | 2004  | Royaume-Uni    |
| 29   | Dis - en historie om kjærlighet (en)           | Dis – en historie om kjærlighet   | Aune Sand                             | 1995  | Norvège        |
| 30   | L'Homme qui sauva le monde, le retour          | Dünyayı Kurtaran Adam'in Oğlu     | Kartal Tibet (tr)                     | 2006  | Turquie        |
| 31   | Crossover                                      | Crossover                         | Preston A. Whitmore II (en)           | 2006  | États-Unis     |
| 32   | The Apocalypse                                 | The Apocalypse                    | Justin Jones                          | 2007  | États-Unis     |
| 33   | The wild world of Batwoman (en)                | The Wild World of Batwoman        | Jerry Warren (en)                     | 1966  | États-Unis     |
| 34   | Space mutiny                                   | Space Mutiny                      | David Winters et Neal Sundstrom       | 1988  | Afrique du Sud |
| 35   | The Hottie and the Nottie                      | The Hottie and the Nottie         | Tom Putnam                            | 2008  | États-Unis     |
| 36   | The Creeping Terror                            | The Creeping Terror               | Vic Savage                            | 1964  | États-Unis     |
| 37   | Girl in Gold Boots                             | Girl in Gold Boots                | Ted V. Mikels                         | 1968  | États-Unis     |
| 38   | Stjerner uden hjerner                          | Stjerner uden hjerner             | Kasper Wedendahl                      | 1997  | Danemark       |
| 39   | Die hard Dracula                               | Die Hard Dracula                  | Peter Horak                           | 1998  | États-Unis     |
| 40   | Keloglan kara prens'e karsi                    | Keloglan kara prens'e karsi       | Tayfun Güneyer                        | 2006  | Turquie        |